# Esko Seppänen

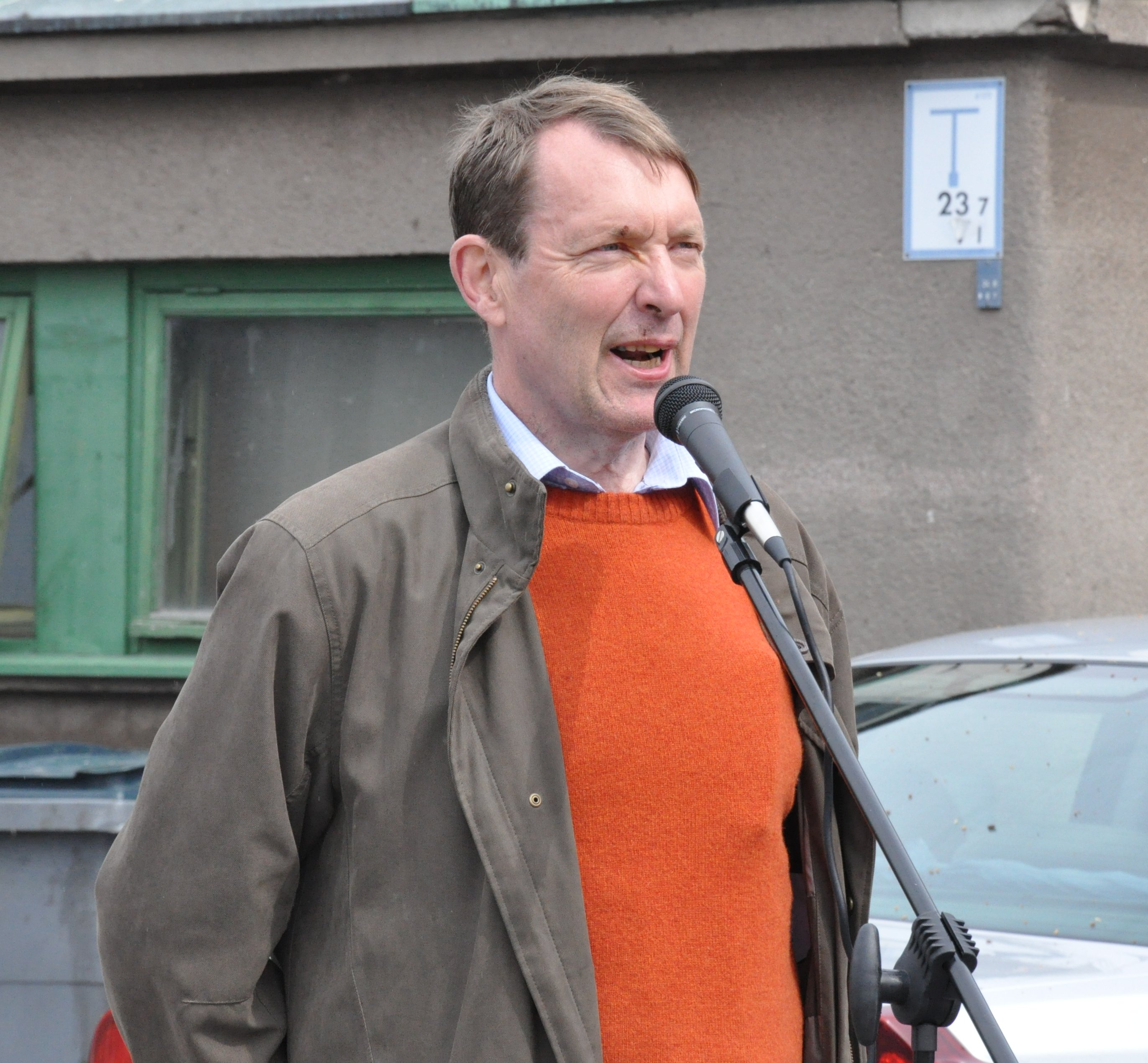
Esko Seppänen.

Esko Olavi Seppänen, född 15 februari 1946 i Uleåborg, är en finländsk politiker. 
Seppänen blev ekonomie kandidat 1971 och var redaktör vid Finlands Rundradio 1970–1987. Han var representant för Demokratiska förbundet för Finlands folk (DFFF), senare Vänsterförbundet, i Finlands riksdag 1987–1996 och, trots sin EU-kritiska inställning, för Vänsterförbundet i Europaparlamentet 1996–2009. Han har i ett stort antal böcker och artiklar kritiserat det kapitalistiska systemet och har energiskt har motarbetat ett finländskt medlemskap i Nato. Han skildrade sin första tid i Europaparlamentet i dagsboksform i Meppielämää (1997).